# Phaonia suturalis
Phaonia suturalis är en tvåvingeart som beskrevs av Stein 1913. Phaonia suturalis ingår i släktet Phaonia och familjen husflugor. Inga underarter finns listade i Catalogue of Life.